# 1932年ロサンゼルスオリンピックのインド選手団
1932年ロサンゼルスオリンピックのインド選手団（1932ねんロサンゼルスオリンピックのインドせんしゅだん）は、1932年7月30日から8月14日にかけてアメリカ合衆国のロサンゼルスで開催された1932年ロサンゼルスオリンピックのインド選手団、およびその競技結果。

## 概要
今大会は金メダル1個のメダルを獲得した。

## メダル
| メダル | 選手名 | 競技     | 種目 |
| ------ | ------ | -------- | ---- |
| 金     | [[]]   | ホッケー | 男子 |